# 布勞特湖
54°31′37″N 9°34′45″E / 54.52694°N 9.57917°E

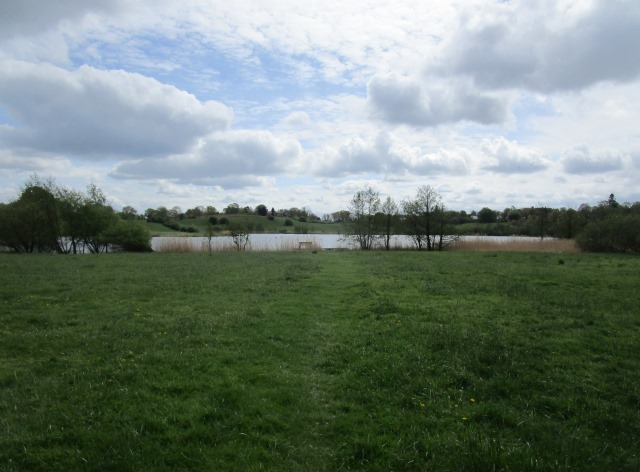

布勞特湖（德語：Brautsee），是德國的湖泊，位於該國北部石勒蘇益格-荷爾斯泰因州，處於石勒蘇益格東北面，面積0.07平方公里，海拔高度12米，平均水深1.5米，最大水深2米，水體容量11萬立方米，湖岸線長度1.3公里。